# Debian Almquist shell
Debian Almquist shell，縮寫為dash，一種 Unix shell，相容於POSIX標準。它比 Bash 小，只需要較少的磁碟空間，但是它的對話性功能也較少。它由 NetBSD版本的Almquist shell (ash)發展而來，於1997年，由赫伯特·許（Herbert Xu）移植到Linux上，於2002年改名為 dash。

## 功能
Dash，就像 ash，它執行 shell scripts 的速度比bash快，需要的軟體庫也較少。

## 外部連結
- Dash官方首頁（页面存档备份，存于）